# Josef Lhévinne
Josef Lhévinne, alla nascita Iosif Arkadevič Levin, in russo: Иосиф Аркадьевич Левин (Orël, 13 dicembre 1874 – New York, 2 dicembre 1944), è stato un pianista e insegnante russo naturalizzato statunitense. Lhévinne scrisse un breve libro nel 1924 che è considerato un classico: Basic Principles in Pianoforte Playing (Principi di base nel suonare il pianoforte).

## Biografia
Iosif Arkadevič Levin (il nome fu alterato in Europa occidentale da un manager che pensava che "Lhévinne" fosse più particolare e meno ebreo) nacque in una famiglia di musicisti a Orël e studiò al Conservatorio di Mosca sotto Vasilij Safonov. Il suo esordio pubblico avvenne all'età di 14 anni con il concerto Imperatore di Ludwig van Beethoven, in una esecuzione diretta dal suo eroe musicale Anton Rubinštejn. Si diplomò in una classe che comprendeva Sergej Rachmaninov e Aleksandr Skrjabin, vincendo la medaglia d'oro per pianoforte nel 1892. Nel 1895 vinse il Secondo Concorso Internazionale Anton Rubinstein tenuto a Berlino, primeggiando tra di trentatré candidati eseguendo il concerto per pianoforte e orchestra n. 5 di Anton Rubinštejn.
Nel 1898 sposò la compagna di conservatorio Rosina Bessie, anch'essa pianista e vincitrice della medaglia d'oro per pianoforte; i due iniziarono a tenere concerti insieme, una pratica che durò fino alla sua morte. Di fronte all'antisemitismo e alle turbolenze politiche del periodo, la coppia si trasferì a Berlino nel 1907, dove Levin divenne famoso come uno dei principali virtuosi e insegnanti del suo tempo. Intrappolati lì come stranieri nemici allo scoppio della prima guerra mondiale, avendo perso il denaro che avevano risparmiato nelle banche russe durante la Rivoluzione del 1917 e non riuscendo a tenere concerti a causa della guerra, patirono anni di considerevoli difficoltà, sopravvivendo grazie ai guadagni ottenuti dando lezioni ad alcuni allievi.
Finalmente liberi di lasciare la Germania, nel 1919 si trasferirono a New York, dove Lhévinne continuò la sua carriera concertistica e insegnò piano alla Juilliard School. Considerato uno dei massimi tecnici di allora da quasi tutti i suoi contemporanei più famosi (anche Vladimir Horowitz ammirava la sua grande padronanza della tecnica pianistica), non raggiunse mai altissimi livelli di successo con il pubblico, forse perché faceva sembrare di suonare così facilmente, ma soprattutto perché gli piaceva insegnare più che esibirsi. Si stabilizzò in una vita di concerti e insegnamento che continuò fino alla sua morte improvvisa per un attacco di cuore nel 1944, pochi giorni prima del suo settantesimo compleanno.

## Registrazioni
Ha lasciato solo una manciata di registrazioni, alcune delle quali sono considerate esempi di tecnica perfetta ed eleganza musicale. I dischi degli Studi di Chopin op. 25 n. 6 e 11 e l'arrangiamento di Schulz-Evler di Sul bel Danubio blu di Johann Strauss sono leggendari tra i pianisti e gli intenditori. La sua registrazione su rullo per pianoforte di Papillons, op. 2 di Schumann, è considerata una delle esecuzioni decisive di quell'opera. Nelle parole di Harold Charles Schonberg: "Il suo suono era come le stelle del mattino che cantavano insieme, la sua tecnica era impeccabile anche se confrontata con il tocco di Hofmann e Rachmaninoff e la sua musicalità era sensibile". Nel 1920 Lhévinne realizzò un certo numero di rulli per pianoforte per Ampico, una raccolta dei quali furono registrati e pubblicati sull'etichetta Argo nel 1966. Lhévinne registrò anche tre volte per il pianoforte meccanico della Welte-Mignon.

## Pubblicazioni
- Josef Lhevinne, Basic Principles in Pianoforte Playing [Principi di base nel suonare il pianoforte], prefazione di Rosina Lhévinne, Dover Books on Music, New York, Dover Publications, 1º giugno 1972  [1924], ISBN 978-0486228204.

## Studenti degni di nota
- Stell Andersen
- Mildred Portney Chase
- Adele Marcus
- Harold Triggs
- Paul Wells